# Sébastien Bergeret
Pour les articles homonymes, voir Bergeret.
Sébastien Bergeret, né le 22 janvier 1992 à Nevers, est un cycliste français, notamment stagiaire professionnel à la FDJ-BigMat en 2012. Victime de la maladie de Crohn, il est contraint d'arrêter sa carrière en septembre 2014,.

## Palmarès

### Sur route
- 2008
  - 3e du championnat de France sur route cadets
- 2010
  - Ronde des vallées
  - Manche de Coupe de France Arguenon vallée verte
  - Challenge de l'Est
  - 4e du Tour de Francfort
  - 6e du Grand Prix Général Patton
- 2013
  - 6e de Paris-Roubaix espoirs
- 2014
  - 3e du Circuit des Quatre Cantons

### Sur piste
- 2009
  - 3e du championnat de France de la course aux points juniors